# Pławna Górna (przystanek kolejowy)
Pławna Górna – zamknięty w 1983 i zlikwidowany w 1996 roku przystanek osobowy w Milęcicach, w Polsce. Przystanek ten został otwarty 15 października 1885, wraz z budową linii z Gryfowa Śląskiego do Lwówka Śląskiego.

## Położenie
Przystanek osobowy był położony w zachodniej części wsi Pławna Górna, poza linią zabudowy. Administracyjnie przystanek położony był w województwie dolnośląskim, w powiecie lwóweckim, w gminie Lubomierz.
Przystanek znajdował się na wysokości 385 m n.p.m..

## Historia

### Do 1945 r.
Powstanie linii kolejowej między Lwówkiem Śląskim a Gryfowem Śląskim, a wraz z tym omawianego przystanku było spowodowane likwidacją jednostki wojskowej w Lwówku Śląskim, ponieważ linia ta stanowiła rekompensatę za jej likwidację. Pierwszy odcinek tej linii przechodził przez Pławnę Górną i łączył Lwówek Śląski z Gryfowem Śląskim, który otwarto 15 października 1885 roku.

### Po 1945 r.
Po 1945 roku cała infrastruktura kolejowa na stacji przeszła w zarząd PKP. W latach 50. XX w. dokonano pierwszych prób likwidacji połączeń biegnących przez Pławnę Górną. W listopadzie 1950 zlikwidowano połączenie kolejowe do Świeradowa Zdroju. Z tego powodu Prezydium Powiatowej Rady Narodowej we Lwówku Śląskim zwróciło się do DOKP we Wrocławiu o wznowienie ruchu, co ostatecznie udało się osiągnąć. Mimo tego w późniejszym czasie częściowo zlikwidowano to połączenie – w 1983 roku zawieszono kursowanie połączeń pasażerskich na odcinku Gryfów Śląski – Lwówek Śląski, a w 1996 zlikwidowano odcinek do Lwówek Śląski – Lubomierz, a wraz z nim omawiany przystanek.

## Infrastruktura
Pławna Górna był 17. punktem eksploatacyjnym na dawnej linii nr 284 Legnica – Pobiedna (61,453 km).
Na przystanku znajdował się nieduży budynek dworca, wiata oraz peron.

## Połączenia
| Okres   | Stacja docelowa                                | Liczba połączeń | Źródło |
| ------- | ---------------------------------------------- | --------------- | ------ |
| 1970/71 | Świeradów Zdrój Legnica Jelenia Góra Złotoryja | 4 2 1           | [ 6 ]  |
| 1980/81 | Świeradów Zdrój Legnica Jelenia Góra Złotoryja | 4 2 1           | [ 7 ]  |